# Riserva naturale Piana Grande della Maielletta
La riserva naturale Piana Grande della Maielletta è un'area naturale protetta di 366 ha, istituita nel 1982 e situata nei comuni di Caramanico Terme e Roccamorice, in provincia di Pescara.

## Descrizione
Posta a nord-est della riserva naturale Valle dell'Orfento I, l'area protetta della Piana Grande della Maielletta occupa una superficie di 366 ha, pari a quasi 4 km², con un dislivello che spazia dai 1000 m s.l.m. ai 2400 m s.l.m., all'interno dei territori dei comuni di Caramanico Terme e Roccamorice, caratterizzata dalla totale mancanza di corsi d'acqua. Trae il nome dall'omonimo microtoponimo presente nella Maielletta, adibito a pascolo e compreso nel perimetro della riserva. La progressiva variabilità altimetrica della riserva, unita alla derivante mutabilità del clima, annovera la presenza di tre ambienti naturali diversi (subatlantico, boreale e mediterraneo-altomontano), ognuno caratterizzato da un proprio spettro corologico delle varie specie vegetali che vi prosperano.

## Storia
La riserva è stata istituita con decreto ministeriale agricoltura e foreste del 18 ottobre 1982 come riserva naturale statale orientata. Con la legge n. 394 del 1991 è stata inclusa nel territorio del parco nazionale della Maiella, collocata all'interno della zona A.

## Flora
La flora annovera diverse varietà di specie arboree, erbacee e floreali, così distribuite:
- ambiente subatlantico (1 000-1800 m s.l.m.): agrifoglio, asplenio scolopendrio, barba di capra, cavolaccio alpino, dafne laurella, dentaria a nove foglie, erba trinità, erinus alpino, faggio, felce aculeata, lattuga montana, sambuco, tasso e violacciocca rossa[5];
- ambiente boreale (1 800-2000 m s.l.m.): pino mugo e piroletta pendula[1];
- ambiente mediterraneo-altomontano (2 000-2400 m s.l.m.): camedrio alpino, cinquefoglia penzola, inula bifronte, laserpizio odoroso, primula orecchia d'orso e stella alpina dell'Appennino[1].

## Fauna
Diversificata è la fauna, che comprende, per i grandi e i piccoli mammiferi, specie di camoscio appenninico, capriolo, cervo, gatto selvatico, lepre, lupo appenninico, orso bruno marsicano e volpe, e tra gli uccelli, rapaci e non, specie di aquila reale, coturnice, crociere, falco pecchiaiolo, falco pellegrino, fringuello alpino, gracchio alpino, gracchio corallino, lanario, merlo dal collare, passera scopaiola, picchio dorsobianco, piviere tortolino, sparviero e spioncello, mentre i rettili sono rappresentati dalla rara vipera dell'Orsini, presente negli anfratti rocciosi d'alta quota. Tra gli invertebrati, si distingue la Parnassius apollo, rara specie faunistica endemica della riserva.